# عبدالغنی لوکیل
عبدالغنی لوکیل (انگلیسی: Abdel Ghani Loukil؛ زادهٔ ۱۰ ژوئن ۱۹۷۳) بازیکن هندبال اهل الجزایر بود.